# Laurent Mucchielli
Pour les articles homonymes, voir Mucchielli.
Laurent Mucchielli, né le 25 mai 1968 à Nice (Alpes-Maritimes), est un sociologue français directeur de recherche au CNRS, spécialisé dans la sociologie de la délinquance et des politiques de sécurité.
Pendant la pandémie de Covid-19, il est l'auteur de propos controversés et de fausses nouvelles sur la dangerosité du virus, la gestion institutionnelle de la crise ainsi que sur des effets secondaires de la vaccination, participant à la désinformation sur la pandémie de Covid-19.

## Biographie

### Formation
Laurent Mucchielli naît le 25 mai 1968 à Nice. Il est le fils du psycho-sociologue Roger Mucchielli. Il commence ses études universitaires à Paris VII - Diderot, puis les poursuit à l’École des hautes études en sciences sociales (EHESS) où il soutient le 13 janvier 1996 une thèse d'histoire intitulée « De la nature à la culture. Les fondateurs français des sciences de l’homme (1870-1940) » sous la direction d'Ernest Coumet.
Le 2 octobre 2004, il soutient à l’université Paris-1 Panthéon-Sorbonne une habilitation à diriger les recherches (HDR) en sociologie intitulée « De l’histoire des sciences de la déviance à la sociologie du crime », sous la direction de Jean-Michel Chapoulie.

### Chercheur et enseignant
En 1996, Laurent Mucchielli est chargé d’études au groupe de recherche « Louis Dirn » que dirige Henri Mendras à l’Observatoire français des conjonctures économiques (OFCE) qui dépend de la Fondation nationale des sciences politiques (FNSP). En 1997, il est recruté comme chargé de recherche en sociologie au CNRS, affecté au Centre de recherche sociologique sur le droit et les institutions pénales (CESDIP).
Mucchielli travaille dans le cadre du CESDIP de 1996 à 2010, et participe Groupe européen de recherche sur les normativités (GERN). Il dirige le CESDIP de 2004 à 2009.
En 2006, il reçoit la médaille de bronze du CNRS (en sociologie) récompensant les travaux de « jeunes chercheurs »,.
Au 1er novembre 2010, Laurent Mucchielli est rattaché au Laboratoire méditerranéen de sociologie (LAMES), à Aix-en-Provence, partie de la Maison méditerranéenne des Sciences de l'homme (MMSH). Il enseigne alors à l'université d'Aix-Marseille.
Début 2011, Laurent Mucchielli crée l'Observatoire régional de la délinquance et des contextes sociaux (ORDCS), programme de recherche transversal de la MMSH, conventionné avec le Conseil régional de Provence-Alpes-Côte d'Azur (PACA). Il propose une mise en réseau des différents chercheurs, enseignants-chercheurs et étudiants avancés, et réunit le directeur, deux ingénieures d’étude, douze enseignants-chercheurs, sept doctorants, six post-doctorants et quatre chercheurs contractuels. Fin 2012, Laurent Mucchielli publie dans la Revue de sciences criminelles et de droit pénal comparée un bilan de cette expérimentation, qui critique l’Observatoire national de la délinquance et des réponses pénales.

### Responsabilités éditoriales
En 1994, il crée avec Claude Blanckaert la collection « Histoire des sciences humaines » aux éditions L'Harmattan.
En 1997, sur proposition de Philippe Robert, Laurent Mucchielli intègre le comité éditorial de la revue internationale francophone Déviance et société. Il en sera par la suite le directeur scientifique de 2000 à 2004 en compagnie du sociologue Dominique Duprez.
En 1999, il crée la Revue d’histoire des sciences humaines (RHSH) éditée aux Presses universitaires du Septentrion, puis par les éditions Sciences Humaines. Il codirige ensuite la revue en compagnie du sociologue Olivier Martin.

### Autres responsabilités
Il dirige le conseil scientifique de la Fédération des conseils de parents d'élèves (FCPE), une instance qualifiée par certains de ses membres de « dormante », chargée de vulgariser des travaux de recherche traitant des questions scolaires. Quatre membres de ce conseil démissionnent en 2021 pour protester contre l'absence de réaction de la FCPE aux prises de positions anti-vaccins de Laurent Mucchielli,.

## Travaux de recherche

### Mesure statistique de la délinquance
Alors que les statistiques policières mettent en avant une augmentation de la violence urbaine depuis le début des années 1980 et une hausse de la délinquance des mineurs entre 1996 et 2005, Laurent Mucchielli conteste ces chiffres et réfute « la thèse d’une aggravation (« augmentation », « durcissement », « rajeunissement ») de la violence des mineurs. » Ces statistiques, selon lui, ne seraient nullement le reflet de la réalité, mais le résultat de la nouvelle incrimination de comportements qui autrefois n'auraient pas été considérés comme des infractions et de la pression qui serait exercée sur la justice et la police pour « accentuer les poursuites pénales à l’encontre des mineurs afin de lutter contre « le sentiment d’impunité ». »
Le politologue Sebastian Roché commentant ces prises de position parle de sociologie « militante » qui ne veut voir dans le sentiment d’insécurité des populations victimes qu'une réaction purement irrationnelle. Pour les causes elles-mêmes de cette violence, Laurent Mucchielli souligne le rôle de l'environnement socio-économique, notamment ghettoïsation, taux de chômage et échec scolaire, responsables, selon lui de ces dérives. Ces thèses sont largement contestées par Sebastian Roché pour qui l'origine et la situation sociale n'expliquent pas tout et qui analyse également les relations parents-enfants et le rapport à l'école.

## Positions polémiques lors de la pandémie de Covid-19
Sur son blog Mediapart, Laurent Mucchielli diffuse à partir du 29 mars 2020 des articles favorables au traitement du Covid-19 par l'hydroxychloroquine soutenu par Didier Raoult,.
En septembre 2020, il cosigne plusieurs tribunes qualifiées de « rassuristes », avec des personnalités comme Jean-François Toussaint, Laurent Toubiana et Louis Fouché, appelant à un changement de stratégie sanitaire. Ces initiatives sont critiquées notamment par Axel Kahn, qui dénonce leurs effets délétères sur l'adhésion de la population au respect des gestes barrières,.
Libération note que l'on retrouve Laurent Mucchielli « en tête d’affiche sur Bas les masques, un site (…) où l’on retrouve les thèses « rassuristes » classiques ». Il fait aussi partie du conseil scientifique indépendant du collectif Réinfocovid, fondé par Louis Fouché, et participe notamment à plusieurs de ses réunions publiques diffusées en vidéo sur le site du collectif. L'ONG Conspiracy Watch pointe ses entretiens accordés à FranceSoir, le site complotiste né du licenciement de l'intégralité de la rédaction de l'ancien quotidien du même nom par son dernier acquéreur en date, Xavier Azalbert.
Début août 2021, le média en ligne Mediapart supprime un billet du blog de Laurent Mucchielli, hébergé par le site, affirmant qu'il « contrevenait à [sa] charte de participation qui prohibe la diffusion de fausses nouvelles »,,,. La rédaction du journal publie une analyse de ce billet de blog dans laquelle elle indique en conclusion que « c’est bien à une fausse information qu’aboutit cette prétendue démonstration, en se fondant sur des calculs erronés et des spéculations fantaisistes ».
Dans d'autres publications de blog, Laurent Mucchielli affirme qu'il existe une dissimulation d'une mortalité inédite liée à la vaccination ; elles sont analysées et critiquées par des médias comme Le Soleil et La Tronche en biais. Le 19 août, les sociologues Gérald Bronner, Alain Ehrenberg, Jean-Louis Fabiani, Olivier Galland, Nathalie Heinich et Jean-Claude Kaufmann publient une tribune dans Le Monde dans laquelle ils estiment que le billet de Laurent Mucchielli relève d’une « erreur d’interprétation inadmissible » et « d’arrière-pensées idéologiques ». Ils appellent le CNRS à une « réaction plus ferme ». Le 21 août 2021, Le Journal du dimanche publie un communiqué de presse de l'association Citizen4Science adressé aux dirigeants du CNRS « pour qu'il prenne ses responsabilités face à la science instrumentalisée auprès du public » par Laurent Mucchielli. L'association appelle à une série d'actions et interpelle également Frédérique Vidal,. Le 24 août, le CNRS « déplore les prises de position publiques de certains scientifiques, souvent plus soucieux d’une éphémère gloire médiatique que de vérité scientifique, sur des sujets éloignés de leurs champs de compétences professionnelles »,. En effet, le CNRS demande désormais à ses chercheurs de préciser à quel titre ils interviennent « dans l’espace public », en qualité de spécialiste de la question ou au titre de « citoyen engagé, voire de militant ». Sylvestre Huet, ancien journaliste scientifique au Monde, écrit alors que « Laurent Mucchielli [...] fraude les mots. [...] présente comme des « données », une présentation volontairement fausse de la réalité. Laurent Mucchielli [...] ment. ». Le Journal international de médecine doute aussi de la sincérité des erreurs de Laurent Mucchielli.
En juin 2022, le quotidien L'Express estime que Laurent Mucchielli a « sombré dans des fantasmes conspirationnistes » et le qualifie de personnalité « antivax ».

## Publications

### Ouvrages personnels
- La Découverte du social : naissance de la sociologie en France,1870-1914, Paris, La Découverte, coll. « Textes à l'appui », 1998, 571 p. (ISBN 2-7071-2826-0, BNF 36700604)
- Violences et insécurité : fantasmes et réalités dans le débat français, Paris, La Découverte, coll. « Sur le vif », 2001, 141 p. (ISBN 2-7071-3408-2, BNF 37743563)
- Mythes et histoire des sciences humaines, Paris, La Découverte, 2003  (ISBN 2707142050)
- Le Scandale des « tournantes » : dérives médiatiques, contre-enquête sociologique, La Découverte, 2005  (ISBN 2707145424)
- L'Invention de la violence, Fayard, 2011, 344 p.  (ISBN 9782213636603)
- Vous avez dit sécurité ?, Nîmes, Champ social, 2012
- Délinquance et criminalité à Marseille : fantasmes et réalités, Paris, Fondation Jean-Jaurès, coll. « Les Essais », 2013, 63 p. (ISBN 978-2-36244-066-3, BNF 43741862)
- La France telle qu'elle est : Pour en finir avec la complainte nationaliste, Fayard, 2020 (ISBN 9782213716800)
- La Doxa du Covid / Tome 1 : Peur, santé, corruption et démocratie, Bastia, Éolienne, 2022 (ISBN 978-2-37672-039-3)
- La Doxa du Covid / Tome 2 : Enquête sur la gestion politico-sanitaire de la crise du Covid, Bastia, Éolienne, 2022 (ISBN 9782376720416)
- Défendre la démocratie : une sociologie engagée, Bastia, Éolienne, 2023 (ISBN 9782376720522)

### Direction d'ouvrage
- Histoire de la criminologie française, Paris, L'Harmattan, 1995, 535 p. (ISBN 2-7384-3136-4, BNF 36685469)
- Avec Massimo Borlandi, La Sociologie et sa méthode : les règles de Durkheim un siècle après, Paris, L'Harmattan, 1995, 415 p. (ISBN 2-7384-4033-9, BNF 35804890)
- Avec Dominique Duprez, Les Désordres urbains : regards sociologiques, Chêne-Bourg-Genève, Médecine et hygiène, 2000, 440 p. (ISBN 2-8257-0726-0, BNF 37733537)
- Avec Philippe Robert, Crime et sécurité : l'état des savoirs, Paris, La Découverte, coll. « Textes à l'appui », 2002, 438 p. (ISBN 2-7071-3620-4, BNF 38811277)
- Gendarmes et voleurs : de l’évolution de la délinquance aux défis du métier, Paris, L'Harmattan, 2007
- Avec Véronique Le Goaziou, Quand les banlieues brûlent : retour sur les émeutes de novembre 2005, Paris, La Découverte, 2e édition 2007
- Avec Marwan Mohammed, Les Bandes de jeunes : des blousons noirs à nos jours, Paris, La Découverte, 2007
- La Frénésie sécuritaire : retour à l’ordre et nouveau contrôle social, Paris, La Découverte, 2008
- Avec Pieter Spierenburg, Histoire de l’homicide en Europe, de la fin du Moyen Âge à nos jours, Paris, La Découverte, 2009
- Avec Xavier Crettiez, Les Violences politiques en Europe : un état des lieux, Paris, La Découverte, 2010, 336 p.  (ISBN 9782707164582)
- Avec Christian Mouhanna,La police contre les citoyens ?, Nîmes, Champ social, coll. « Question de société », 2011, 182 p. (ISBN 978-2-35371-105-5)

### En collaboration
- Laurent Mucchielli et Daniel Becquemont, Le Cas Spencer : religion, science et politique, Paris, Presses universitaires de France, 1998, IX-358 p. (ISBN 2-13-049107-3, BNF 36704468)
- René Lévy, Laurent Mucchielli et Renée Zauberman, Crime et insécurité, un demi-siècle de bouleversements : mélanges pour et avec Philippe Robert, Paris, L'Harmattan, 2006, 461 p. (ISBN 978-2-296-01776-4, BNF 40966407)
- Nacira Guénif-Souilamas (dir.), Laurent Mucchielli, Christine Delphy et Joëlle Marelli, La République mise à nu par son immigration, Paris, La Fabrique, 2006, 220 p. (ISBN 2-913372-50-3)[38]
- Laurent Mucchielli et Véronique Le Goaziou, La Violence des jeunes en question, Nîmes, Champ social, 2009, 419 p. (ISBN 978-2-35371-069-0, BNF 42499608)
- Altergouvernement, ouvrage collectif réunissant Paul Ariès, Geneviève Azam, Marc Dufumier, Marie Duru-Bellat, Claude Egullion, Jean-Baptiste Eyraud, Susan George, Franck Lepage, Jean-Marie Harribey, Philippe Leymarie, Aline Pailler, Nathalie Péré-Marzano, Fabien Piasecki, Michel Pinçon, Monique Pinçon-Charlot, Clarisse Taron, et Jacques Testart, éditions Le Muscadier, 2012